# Danielson Family
Danielson Family é uma banda cristã formada por Daniel Smith, seus irmãos e amigos no interior dos Estados Unidos, em Nova Jersey.

## História
Desde pequeno, Smith e seus irmão foram aprendendendo com seus pais, também religiosos a tocar instrumentos em encontros na sua casa. A banda formou-se no início dos anos 90.

### Brasil
Foi tema de documentário no 4°evento brasileiro Resfest, em maio de 2007.

## Singles
- "Flip Flop Flim Flam" - Danielson Famile (Fluevog, 2001)
- "The Kid" / "Five Stars and Two Thumbs Up" - Brother Danielson (Secretly Canadian, 2003)
- "When It Comes To You I'm Lazy" / "Goody, Goody" - Danielson (Kill Rock Stars, 2006)
- "I'm Slow But I'm Sloppy" / "Did I Step On Your Remix" - Danielson (Anticon Records, 2006)
- "Dry Goods, Dry Power" / "Left-Handed Smoke Shifter" - Danielson (Sounds Familyre, 2006)

## DVD
- Danielson: A Family Movie (or, Make A Joyful Noise HERE) (Homevision, 2007)
- Why Should the Devil Have All the Good Music (Blank Stare, 2006)
- Tooth & Nail Videography - 1993-99 (Tooth & Nail Records, 2000)